# Hibiscus boryanus
Hibiscus boryanus är en malvaväxtart som beskrevs av Dc.. Hibiscus boryanus ingår i Hibiskussläktet som ingår i familjen malvaväxter. Inga underarter finns listade i Catalogue of Life.

## Bildgalleri

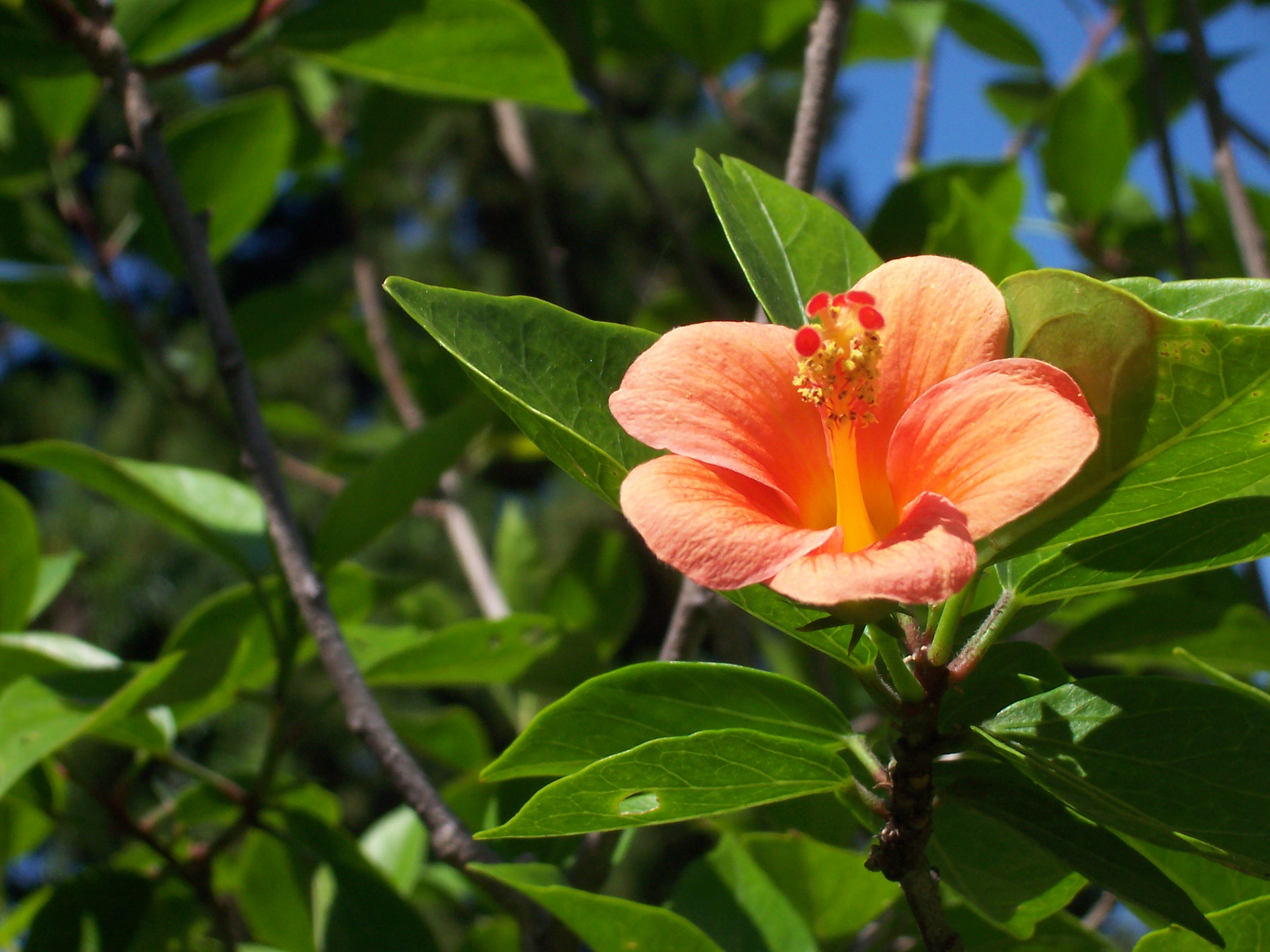
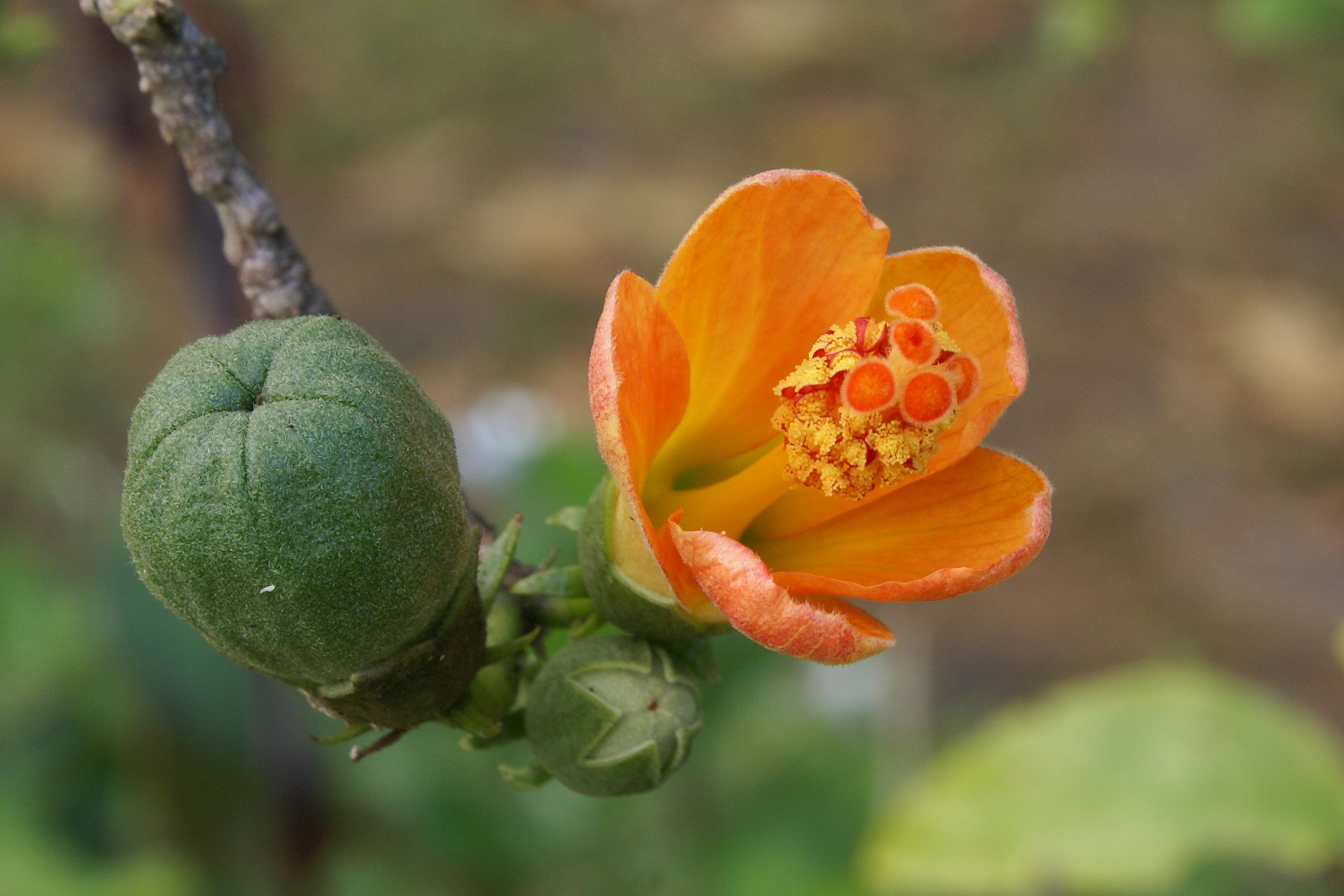
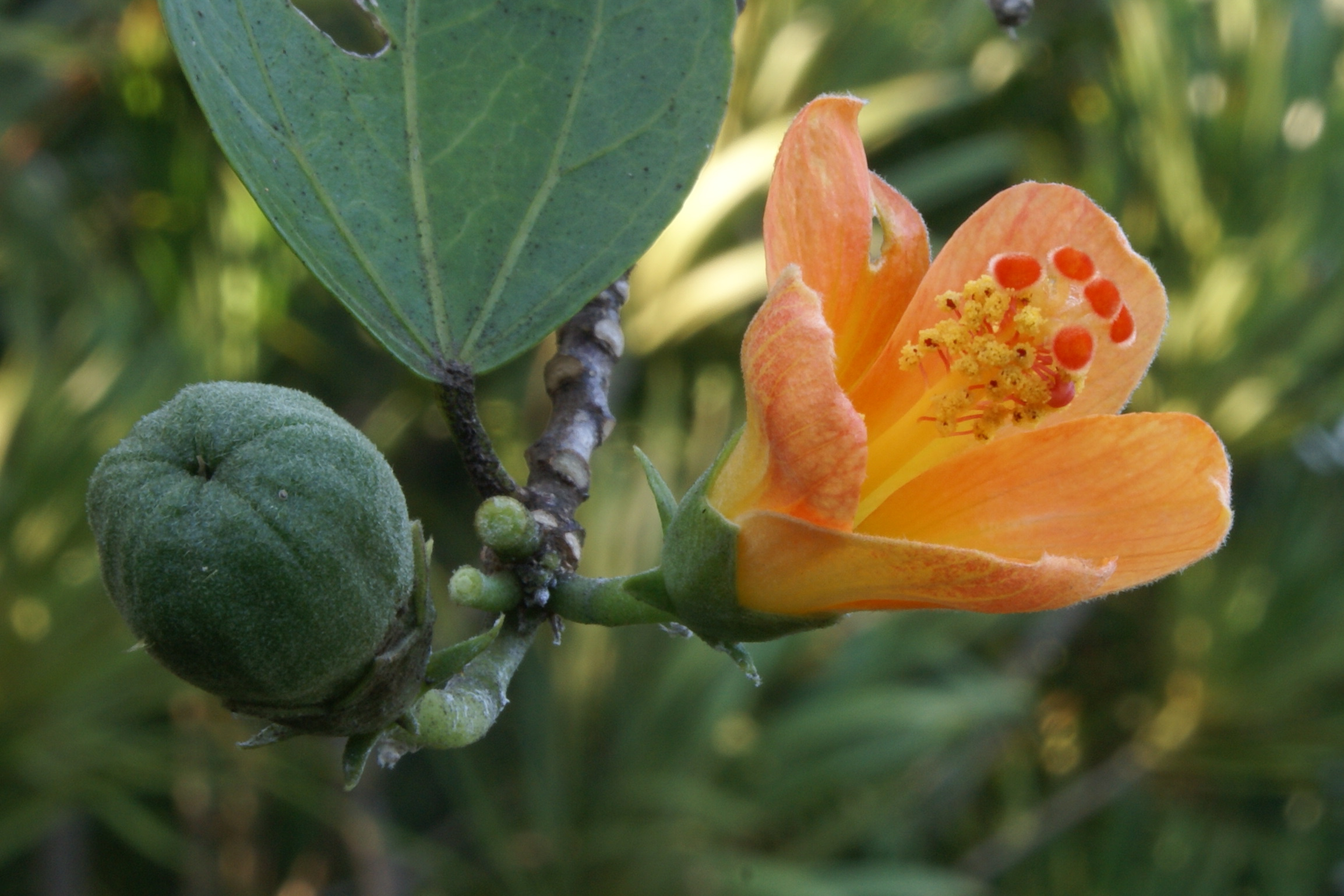
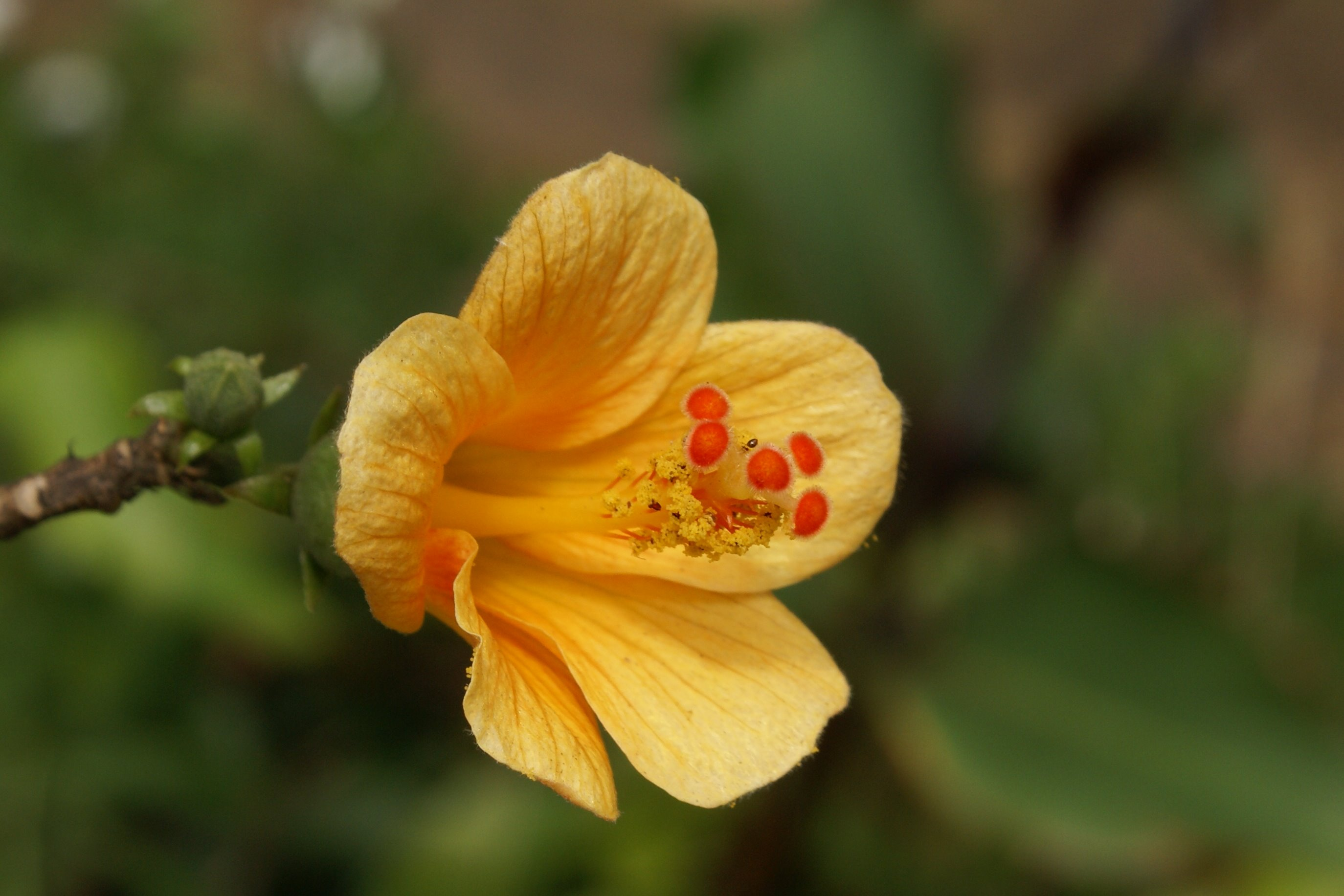
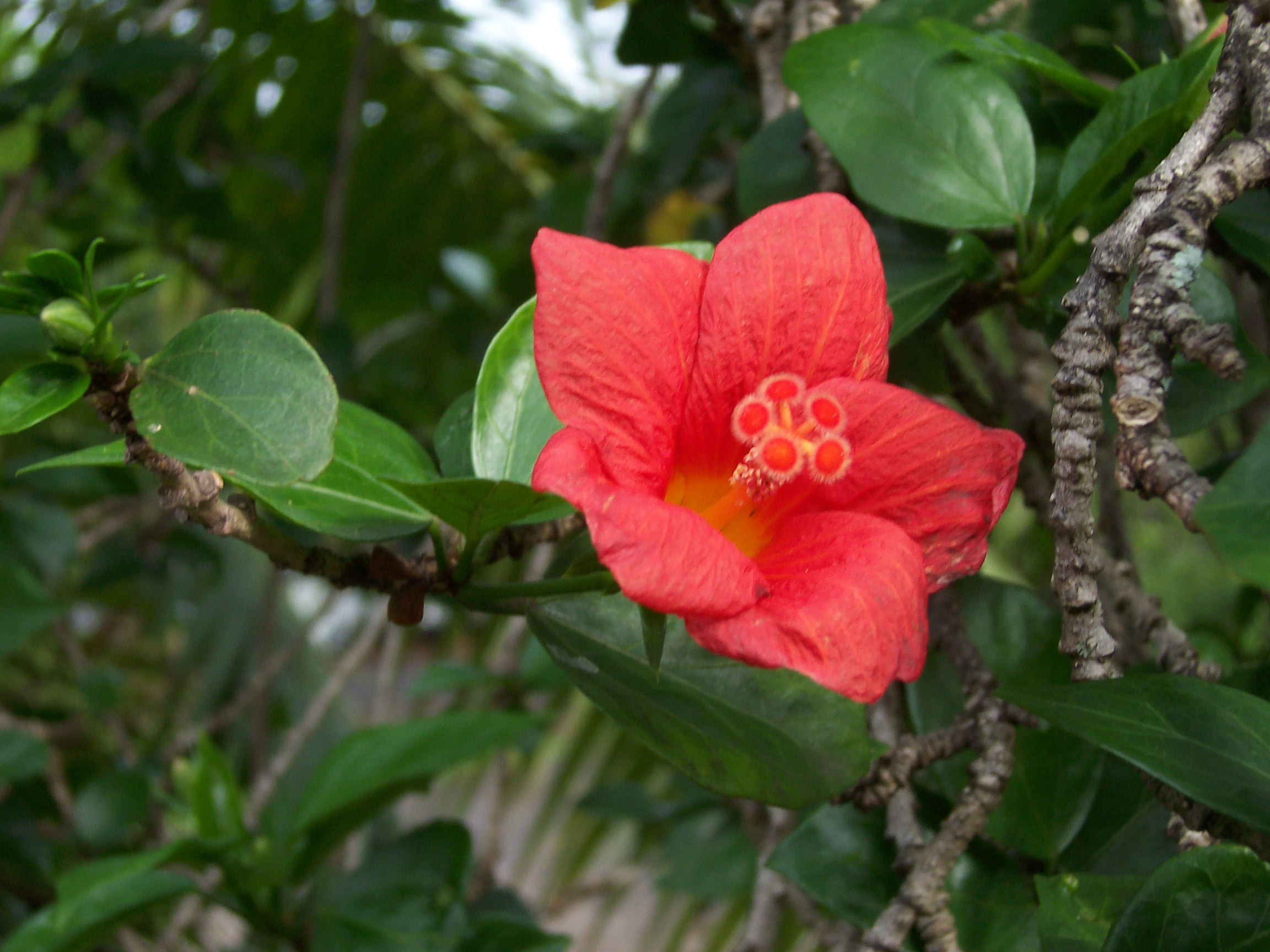